# Il giardino delle illusioni
Il giardino delle illusioni (De illusionist) è un film del 1983 diretto da Jos Stelling. Il film è totalmente privo di dialoghi. Il film ha vinto il Gouden Kalf per il miglior film al Film Festival dei Paesi Bassi del 1984.

## Riconoscimenti
- 1984 - Film Festival dei Paesi Bassi
  - Gouden Kalf per il miglior film
  - Premio della critica dei Paesi Bassi
- 1985 - São Paulo International Film Festival
  - Premio del pubblico per il miglior film